# Christian Riganò
Christian Riganò (Lipari, 25 maggio 1974) è un allenatore di calcio ed ex calciatore italiano, di ruolo attaccante, tecnico del Casellina.

## Biografia
È nato a Lipari, in provincia di Messina, dove ha iniziato la sua carriera, seppur a livelli dilettantistici, lavorando fino all'età di 25 anni come muratore. Come affermerà lui stesso in seguito, si adattò a fare più mestieri, riuscendo ad allenarsi nella squadra del Lipari durante il tempo libero. Un giorno decise di passare al calcio professionistico con la certezza che, se la sua avventura tra i professionisti fosse andata male, avrebbe fatto ritorno al lavoro svolto in precedenza.

Al termine della sua carriera calcistica è tornato a svolgere la professione di muratore. Ha un fratello, Massimo, anche lui ex calciatore che ha sempre giocato nelle categorie dilettantistiche siciliane.

## Caratteristiche tecniche
Era un attaccante completo, abile di testa e bravo tecnicamente, in grado di far salire la squadra e di fare reparto da solo. Forte fisicamente, era un giocatore capace di giocare per la squadra e in grado di mettere i propri compagni in condizione di segnare. Nel suo repertorio rientravano il senso del goal e l'abilità nel tiro dagli undici metri.
Iniziò la sua carriera nel ruolo di difensore; un giorno sostituì il centravanti titolare del Lipari, assente per infortunio, segnando la rete della vittoria, diventando così attaccante.

## Carriera

### Giocatore

#### Gli inizi
Inizia la sua carriera calcistica nei dilettanti in una squadra minore del suo paese, il Terme San Calogero, per poi passare al Lipari, in cui gioca insieme al fratello Massimo, rimanendoci per quattro stagioni. Seguono le esperienze con il Messina e l'Igea Virtus, sempre tra i dilettanti.
Passa poi al Taranto, dove al primo anno ottiene la promozione in Serie C1 segnando 14 reti, mentre nel secondo mette a segno 27 reti in 33 partite, ottenendo il titolo di capocannoniere del campionato e trascinando la squadra a un passo dalla promozione in Serie B, sfumata nella finale play-off persa contro il Catania.

#### A Firenze dalla Serie C2 alla Serie A
L'anno successivo scende in Serie C2, passando alla Florentia Viola, erede della fallita Fiorentina. Fa il suo esordio con i toscani il 15 settembre 2002 nella partita vinta 5-1 contro il Castel di Sangro, mettendo a segno una doppietta. Termina la stagione, conclusasi con la vittoria del campionato, con 30 reti segnate in 32 presenze, vincendo la classifica cannonieri del campionato di Serie C2.
Il 20 agosto 2003 la squadra viene ripescata in Serie B. Conclude l'annata, segnando 23 reti in 44 partite, ottenendo la promozione nella massima serie in seguito allo spareggio interdivisionale contro il Perugia, al quale non prende parte a causa di un infortunio ai flessori della coscia destra, rimediato in precedenza contro il Torino.
Promosso a capitano viola, il 1º settembre 2004 segna contro il Verona una doppietta, decisiva per superare il turno in Coppa Italia. Esordisce in Serie A undici giorni dopo, quando la squadra viola perde all'Olimpico contro la Roma: la sua partita dura meno di 25', dovendo lasciare il terreno di gioco per un infortunio muscolare. Il 13 ottobre prolunga il suo contratto fino al 2007.
Rientra in campo il 14 novembre contro il Livorno (1-1 il finale), sostituendo Hidetoshi Nakata al 15' della ripresa e siglando il suo primo gol in Serie A, che vale il pareggio gigliato, con un colpo di testa su un tiro-cross di Fabrizio Miccoli. Chiude la sua prima stagione nella massima serie con un bottino di 18 presenze e 4 reti segnate, anche a causa dei continui infortuni subiti che ne limitano il rendimento.
Finito ai margini della rosa perché "chiuso" dagli altri attaccanti (ai quali si aggiungerà anche Luca Toni, simile a Riganò medesimo per caratteristiche tecniche), il 30 agosto 2005 viene ceduto in prestito all'Empoli, dove mette a referto 5 reti in 33 presenze.

#### Messina
Il 24 agosto 2006 ritorna a titolo gratuito al Messina, firmando un contratto biennale. Esordisce con i siciliani da titolare il 10 settembre nella partita vinta 1-0 contro l'Udinese, venendo sostituito al 62' da Edgar Álvarez. Mette a segno la sua prima rete in campionato la settimana seguente contro l'Ascoli, superando Gianluca Pagliuca con un colpo di testa su cross di Alessandro Parisi.
Tre giorni dopo è l'autore della doppietta (la prima per lui in massima serie) che consente ai giallorossi di battere la Reggina 2-0 nel "derby dello Stretto". Il 3 dicembre, nel corso della partita disputata contro la Sampdoria, riporta una lesione all'adduttore della gamba sinistra, rimanendo fermo un mese.
Termina la stagione, conclusasi con la retrocessione in Serie B, con 19 reti segnate in 27 presenze, stabilendo il proprio record personale di reti in Serie A e diventando il giocatore più prolifico nel campionato di massima serie nella storia del Messina.

#### L'esperienza spagnola e il ritorno in Italia

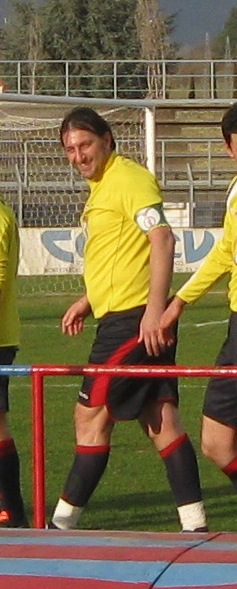
Riganò al Montevarchi

Nonostante fosse stato definito il suo trasferimento al Livorno, il 28 agosto 2007 firma un contratto biennale, con opzione di rinnovo per un terzo anno, con il Levante, dove ritrova l'ex compagno di squadra Marco Storari. Il calciatore riceve un ingaggio di 1,2 milioni di euro annui.
Dopo aver disputato 14 partite, mettendo a segno 4 reti (inclusa una tripletta segnata contro l'Almería), il 16 gennaio 2008 fa ritorno in Italia, passando in prestito al Siena. Con i bianconeri segna solo una rete, rientrando poi in Spagna.
Rescisso il contratto con gli spagnoli, il 1º settembre 2008 firma con la Ternana, in Lega Pro Prima Divisione. Finito ai margini della rosa, anche a causa di una scarsa condizione atletica, il 2 febbraio viene ceduto a titolo definitivo alla Cremonese, dove segna una rete in 8 gare.
Rimasto svincolato, il 5 dicembre 2010 firma con la Rondinella, in Promozione. Esordisce con la nuova maglia tre giorni dopo in Rondinella-Larcianese (3-4, dcr), partita valida per i quarti di finale della Coppa Italia di Promozione, subentrando al 54'.
Dopo aver segnato 10 reti in 9 presenze, il 25 agosto 2011 firma con il Jolly e Montemurlo, squadra militante in Eccellenza. Nonostante abbia segnato 10 reti in 11 apparizioni, nel mese di dicembre rescinde il contratto con i toscani, poiché il presidente della società pratese gli aveva comunicato l'intenzione di ridimensionare la squadra.
Il 16 dicembre passa al Montevarchi, in Seconda Categoria. Mette subito a segno due reti all'esordio contro il Santafiora (vittoria per 4-0). Conclude l'annata con 16 presenze e 22 reti, di cui 4 all'ultima giornata, nuovamente contro il Santafiora. Terminata la stagione non riesce a trovare un accordo per il rinnovo, rimanendo svincolato.
Il 5 aprile 2013 venne ingaggiato dal Benaco Bardolino, squadra veneta di Promozione. Esordisce in campionato due giorni più tardi contro l'Alba Borgo Roma, siglando una doppietta (vittoria per 2-0). Termina l'esperienza con i veneti segnando 4 reti in 5 apparizioni.
Inizia quindi a giocare nella squadra delle Glorie Viola, composta da ex giocatori della Fiorentina.
Il 1º agosto 2013 raggiunge un accordo con la Settignanese, militante in Prima Categoria toscana. Contribuisce inoltre a curare la "Scuola calcio" della società, per la quale lavora sul campo tre volte a settimana, insieme a Roberto Galbiati, Mario Faccenda e Gianmatteo Mareggini. Si svincolò dalla società il 16 dicembre 2014.
Il 15 gennaio 2015 passa all'Ideal Club Incisa, squadra di Incisa in Val d'Arno militante in Prima Categoria girone C. Al termine della stagione si ritira dal calcio giocato.

### Dopo il ritiro -Allenatore-
Comincia ad allenare nelle giovanili della Settignanese nella stagione 2013-2014, continuando la carriera di calciatore a livello dilettantistico. Dal 2011 fino al 2013 gli venne rifiutata più volte la partecipazione al corso per ottenere il patentino di allenatore di Serie A che si tiene a Coverciano perché non in possesso dei requisiti necessari, come dichiarato dallo stesso eoliano a Radiotoscana. Nel settembre 2014 viene accolta la sua richiesta di partecipazione e a luglio 2015 ottiene il patentino di allenatore.
Nell'ottobre 2015 diventa l'allenatore dell'Ideal Club Incisa, in Prima Categoria. Rimane alla guida della squadra per due stagioni. Da ottobre 2019 è l'allenatore del Fiesole, in Prima Categoria. Al termine della stagione 2020-21, le strade tra il tecnico e il team biancoverde si separano.
Il 25 febbraio 2022 viene ufficializzato come nuovo allenatore dell'Affrico, nel girone D della Prima categoria toscana. Il 15 maggio, grazie alla vittoria contro il San Godenzo e la concomitante sconfitta del Fiesole, conduce la squadra nel torneo di Promozione per la prima volta nella sua storia. Nonostante questo risultato, a fine stagione non viene confermato.
Il 6 febbraio 2025 viene ufficializzato come nuovo allenatore del Casellina, squadra toscana di Seconda Categoria, dove viene confermato anche per la stagione 2025-26.

## Statistiche

### Presenze e reti nei club
Durante la carriera ha giocato più di 520 incontri, segnando più di 273 gol, alla media di 0,53 gol a partita. Ha giocato in quasi tutti i livelli del calcio italiano, dalla Seconda Categoria alla Serie A.
Statistiche aggiornate al 30 giugno 2016.
| Stagione            | Squadra                                         | Campionato         | Campionato | Campionato | Coppe nazionali | Coppe nazionali | Coppe nazionali | Coppe continentali | Coppe continentali | Coppe continentali | Altre coppe | Altre coppe | Altre coppe | Totale | Totale |
| Stagione            | Squadra                                         | Comp               | Pres       | Reti       | Comp            | Pres            | Reti            | Comp               | Pres               | Reti               | Comp        | Pres        | Reti        | Pres   | Reti   |
| ------------------- | ----------------------------------------------- | ------------------ | ---------- | ---------- | --------------- | --------------- | --------------- | ------------------ | ------------------ | ------------------ | ----------- | ----------- | ----------- | ------ | ------ |
| 1993-1994           | Lipari                                          | Ecc.               | 25         | 15         | -               | -               | -               | -                  | -                  | -                  | -           | -           | -           | 25     | 15     |
| 1994-1995           | Lipari                                          | Ecc.               | 24         | 7          | -               | -               | -               | -                  | -                  | -                  | -           | -           | -           | 24     | 7      |
| 1995-1996           | Lipari                                          | Prom.              | 26         | 3          | -               | -               | -               | -                  | -                  | -                  | -           | -           | -           | 26     | 3      |
| 1996-1997           | Lipari                                          | Ecc.               | 24         | 12         | -               | -               | -               | -                  | -                  | -                  | -           | -           | -           | 24     | 12     |
| Totale Lipari       | Totale Lipari                                   | Totale Lipari      | 99         | 37         |                 | -               | -               |                    | -                  | -                  |             | -           | -           | 99     | 37     |
| 1997-1998           | Associazioni Calcio Riunite Messina (1947-1998) | Ecc.               | 29         | 3          | -               | -               | -               | -                  | -                  | -                  | -           | -           | -           | 29     | 3      |
| 1998-1999           | Igea Virtus                                     | CND                | 22         | 11         | -               | -               | -               | -                  | -                  | -                  | -           | -           | -           | 22     | 11     |
| 1999-2000           | Igea Virtus                                     | CND                | 28         | 17         | CI-D            | 0               | 0               | -                  | -                  | -                  | -           | -           | -           | 28     | 17     |
| Totale Igea Virtus  | Totale Igea Virtus                              | Totale Igea Virtus | 50         | 28         |                 | 0               | 0               |                    | -                  | -                  |             | -           | -           | 50     | 28     |
| 2000-2001           | Taranto                                         | C2                 | 31         | 14         | CI-C            | 1               | 1               | -                  | -                  | -                  | -           | -           | -           | 32     | 15     |
| 2001-2002           | Taranto                                         | C1                 | 33+4       | 27+1       | CI-C            | 4               | 5               | -                  | -                  | -                  | -           | -           | -           | 41     | 34     |
| ago. 2002           | Taranto                                         | C1                 | -          | -          | CI+CI-C         | 1+0             | 0               | -                  | -                  | -                  | -           | -           | -           | 1      | 0      |
| Totale Taranto      | Totale Taranto                                  | Totale Taranto     | 64+4       | 41+2       |                 | 6               | 6               |                    | -                  | -                  |             | -           | -           | 74     | 48     |
| 2002-2003           | Fiorentina                                      | C2                 | 32         | 30         | CI-C            | 0               | 0               | -                  | -                  | -                  | -           | -           | -           | 32     | 30     |
| 2003-2004           | Fiorentina                                      | B                  | 44         | 23         | CI-C            | 2               | 3               | -                  | -                  | -                  | -           | -           | -           | 46     | 26     |
| 2004-2005           | Fiorentina                                      | A                  | 18         | 4          | CI              | 3               | 2               | -                  | -                  | -                  | -           | -           | -           | 21     | 6      |
| 2005-2006           | Empoli                                          | A                  | 33         | 5          | CI              | -               | -               | -                  | -                  | -                  | -           | -           | -           | 33     | 5      |
| ago. 2006           | Fiorentina                                      | A                  | 0          | 0          | CI              | 2               | 0               | -                  | -                  | -                  | -           | -           | -           | 2      | 0      |
| Totale Fiorentina   | Totale Fiorentina                               | Totale Fiorentina  | 94         | 57         |                 | 7               | 5               |                    | -                  | -                  |             | -           | -           | 101    | 62     |
| 2006-2007           | Messina                                         | A                  | 27         | 19         | CI              | 0               | 0               | -                  | -                  | -                  | -           | -           | -           | 27     | 19     |
| ago. 2007           | Messina                                         | B                  | 0          | 0          | CI              | 1               | 0               | -                  | -                  | -                  | -           | -           | -           | 1      | 0      |
| Totale Messina      | Totale Messina                                  | Totale Messina     | 56         | 22         |                 | 1               | 0               |                    | -                  | -                  |             | -           | -           | 57     | 22     |
| 2007-gen. 2008      | Levante                                         | PD                 | 13         | 4          | CR              | 1               | 0               | -                  | -                  | -                  | -           | -           | -           | 14     | 4      |
| gen.-giu. 2008      | Siena                                           | A                  | 17         | 1          | CI              | -               | -               | -                  | -                  | -                  | -           | -           | -           | 17     | 1      |
| set. 2008-gen. 2009 | Ternana                                         | 1D                 | 5          | 0          | CI-LP           | 1               | 1               | -                  | -                  | -                  | -           | -           | -           | 6      | 1      |
| gen.-giu. 2009      | Cremonese                                       | 1D                 | 7          | 1          | CI+CI-LP        | 0+1             | 0               | -                  | -                  | -                  | -           | -           | -           | 8      | 1      |
| dic. 2010-2011      | Rondinella                                      | Prom.              | 8          | 10         | CI-P            | 1               | 0               | -                  | -                  | -                  | -           | -           | -           | 9      | 10     |
| ago.-dic. 2011      | Jolly e Montemurlo                              | Ecc.               | 11         | 10         | CI-T            | 2               | 1               | -                  | -                  | -                  | -           | -           | -           | 13     | 11     |
| dic. 2011-2012      | Audax Montevarchi                               | 2ª Cat.            | 16         | 22         | -               | -               | -               | -                  | -                  | -                  | -           | -           | -           | 16     | 22     |
| apr.-giu. 2013      | Benaco Bardolino                                | Prom.              | 5          | 4          | -               | -               | -               | -                  | -                  | -                  | -           | -           | -           | 5      | 4      |
| 2013-2014           | Settignanese                                    | 1ª Cat.            | 16         | 16         | CI-T            | 2               | 0               | -                  | -                  | -                  | -           | -           | -           | 18     | 16     |
| 2015-2016           | Incisa                                          | 1ª Cat.            | 3          | 7          | CI-T            | ?               | ?               | -                  | -                  | -                  | -           | -           | -           | 3      | 7      |
| Totale carriera     | Totale carriera                                 | Totale carriera    | 497 + 4    | 264 + 2    |                 | 21              | 12              |                    | -                  | -                  |             | -           | -           | 522    | 278    |

## Palmarès

### Club

#### Competizioni regionali
- Promozione Sicilia: 1

Lipari: 1995-1996

#### Competizioni nazionali
- Campionato Nazionale Dilettanti: 2

Messina: 1997-1998
Igea Virtus: 1999-2000
- Campionato italiano di Serie C2: 2

Taranto: 2000-2001
Florentia Viola: 2002-2003

### Individuale
- Capocannoniere della Serie C1: 1

2001-2002 (27 gol)
- Capocannoniere della Serie C2: 1

2002-2003 (30 gol)